# Friedrich Wilhelm von Bradke
Friedrich Wilhelm von Bradke (* 29. November 1752; † 12. März 1819 in Sankt Petersburg) war ein deutsch-baltischer Offizier und Gouverneur.

## Leben
Friedrich Wilhelm von Bradke war Sohn des Kapitäns in russischen Diensten Caspar Johann von Bradke und seiner zweiten Ehefrau Margaretha Elisabeth von Aderkas. Der Lübecker Stadtkommandant Michael Detlef von Bradke war sein Großvater; dieser war 1718 schwedisch nobilitiert worden. Bradke trat entsprechend der Familientradition bereits in jungen Jahren in die russische Militärlaufbahn. Im Russisch-Österreichischen Türkenkrieg war er seit 1787 Major im Pleskauer Infanterieregiment, später im Litauischen Jägerkorps. Bradke wurde 1797 zum Oberst und im Folgejahr zum Generalmajor befördert. Von 1798 bis 1800 war er außer Dienst gestellt und wurde 1801 als Kommandeur des 4. Jägerregiments reaktiviert, um dann wieder bis 1806 außer Dienst gestellt zu werden. 1806 wurde von Bradke Kommandeur der Miliz im Gouvernement Witebsk. Zeitweilig war er auch Kommandant von Polazk. Von 1808 bis 1816 war er Zivilgouverneur im Gouvernement Wjatka. Danach wurde er als Senator Mitglied des Staatsrats und Geheimer Rat.
Er war Besitzer von Verchov'e (Верховье) im Gouvernement Witebsk.

## Auszeichnungen
- 1778 Aufnahme in die Matrikel der Oeselschen Ritterschaft
- Annen-Orden 1. Klasse (1807)
- Georgsorden, 4. Klasse (für 25 Dienstjahre)

## Familie
Friedrich Wilhelm von Bradke heiratete 16. Dezember 1786 in Arensburg Charlotte Christine von Haack. Aus der Ehe ging der Sohn Georg von Bradke hervor.